# Alfabet meitei
L'alfabet meitei o meetei mayek, (Meitei: ꯃꯤꯇꯩ ꯃꯌꯦꯛ) és un abugida que fou utilitzat per a la llengua meitei o manipuri, una de les llengües oficials de l'estat indi de Manipur, fins al segle xviii, quan va ser reemplaçat per l'alfabet bengalí. Se n'han conservat molt pocs manuscrits. En el segle xx va revifar aquest sistema d'escriptura.
Com que el meitei no té consonants sonores, hi ha només quinze lletres consonants usades per a les paraules natives, i tres lletres per a les vocals pures. A més, utilitza nou lletres consonants addicionals manllevades d'altres alfabets bràmics per a escriure els manlleus. Hi ha set diacrítics per a les vocals i una consonant final (/ŋ/) diacrítica.

## Història
El meitei és un alfabet abugida de la família bràmica. Segons Singh (1962), en el segle xi ja s'havia desenvolupat una forma arcaica d'aquest sistema d'escriptura, i s'usava encara a principis del segle xviii, quan va ser reemplaçat per l'alfabet bengalí En canvi, segons Tomba (1993) aquest alfabet s'hauria desenvolupat als voltants de 1930, a partir d'una sèrie de documents antics que podrien ser falsificacions deliberades.
Es va trobar una inscripció gravada sobre pedra a Khoibu, districte de Tengnoupal, a l'actual estat de Manipur, que conté edictes reials de rei Senbi Kiyamba (d. 1508), que constitueix el fragment més antic del Chietharol Kumbaba o Crònica Reial de Manipur. 
Una de les característiques d'aquest alfabet que el fan únic és l'ús de parts del cos humà per denominar les lletres. Cada lletra és anomenada a partir d'una part de cos humà en el meitei. Per exemple, la primera lletra "kok" significa "cap"; la segona lletra "sam" significa "cabell"; la tercera lletra "lai" significa "front", etcètera. Això és corroborat pel llibre sagrat "Wakoklol Heelel Theelel Salai Amailol Pukok Puya", el qual detalla com cada sistema d'escriptura creat va rebre la seva nomenclatura.

## Unicode
L'alfabet meitei es va afegir a l'Unicode Estàndard l'octubre, 2009 amb el llançament de la versió 5.2.

### Blocs
El bloc d'Unicode per l'alfabet meitei, anomenat Meetei Mayek, és U+ABC0–U+ABFF.
Les lletres per a l'ortografia històrica és part del bloc d'Extensions del Meetei Mayek a U+AAE0–U+AAFF.
| Meetei Mayek[1][2] Taula de codis oficial del Consorci d'Unicode (PDF)                                                |   |   |   |   |   |   |   |   |   |   |   |   |   |   |   |   |
| | 0 | 1 | 2 | 3 | 4 | 5 | 6 | 7 | 8 | 9 | A | B | C | D | E | F |
| U+ABCx | ꯀ | ꯁ | ꯂ | ꯃ | ꯄ | ꯅ | ꯆ | ꯇ | ꯈ | ꯉ | ꯊ | ꯋ | ꯌ | ꯍ | ꯎ | ꯏ |
| U+ABDx | ꯐ | ꯑ | ꯒ | ꯓ | ꯔ | ꯕ | ꯖ | ꯗ | ꯘ | ꯙ | ꯚ | ꯛ | ꯜ | ꯝ | ꯞ | ꯟ |
| U+ABEx | ꯠ | ꯡ | ꯢ | ꯣ  | ꯤ  | ꯥ  | ꯦ  | ꯧ  | ꯨ  | ꯩ  | ꯪ  | ꯫ | ꯬  | ꯭  |   |   |
| U+ABFx | ꯰ | ꯱ | ꯲ | ꯳ | ꯴ | ꯵ | ꯶ | ꯷ | ꯸ | ꯹ |   |   |   |   |   |   |
| Notes 1.^ Segons la versió 12.0 de l'Unicode 2.^ Les caselles amb fons gris indiquen posicions del codi no assignades |   |   |   |   |   |   |   |   |   |   |   |   |   |   |   |   |

| Extensió del Meetei Mayek [1][2] Taula de codis oficial del Consorci d'Unicode (PDF)                                  |   |   |   |   |   |   |   |   |   |   |   |   |   |   |   |   |
| | 0 | 1 | 2 | 3 | 4 | 5 | 6 | 7 | 8 | 9 | A | B | C | D | E | F |
| U+AAEx | ꫠ | ꫡ | ꫢ | ꫣ | ꫤ | ꫥ | ꫦ | ꫧ | ꫨ | ꫩ | ꫪ | ꫫ  | ꫬ  | ꫭ  | ꫮ  | ꫯ  |
| U+AAFx | ꫰ | ꫱ | ꫲ | ꫳ | ꫴ | ꫵ  | ꫶  |   |   |   |   |   |   |   |   |   |
| Notes 1.^ Segons la versió 12.0 de l'Unicode 2.^ Les caselles amb fons gris indiquen posicions del codi no assignades |   |   |   |   |   |   |   |   |   |   |   |   |   |   |   |   |